# Уряд Туреччини
Уряд Туреччини також Кабінет міністрів Туреччини (тур. Türkiye Kabinesi) або Кабінет Президента (тур. Cumhurbaşkanlığı Kabinesi) — вищий орган виконавчої влади Туреччини.

## Голова уряду
- Прем'єр-міністр — Біналі Йилдирим (англ. Binali Yildirim).
- Віце-прем'єр-міністр — Нуреттін Джаніклі (англ. Nurettin Canikli).
- Віце-прем'єр-міністр — Вейсі Кайнак (англ. Veysi Kaynak).
- Віце-прем'єр-міністр — Нуман Куртулмущ (англ. Numan Kurtulmus).
- Віце-прем'єр-міністр — Мехмет Шимшек (англ. Mehmet Simsek).
- Віце-прем'єр-міністр — Йилдирим Тугрул Тюркеш (англ. Yildirim Tugrul Turkes).

## Кабінет міністрів
Склад чинного уряду подано станом на 8 листопада 2016 року.
| Логотип | Міністерство                                            | Міністр                                       | Фото | Час на посаді | Час на посаді | Партія | Партія | Вебсайт |
| ------- | ------------------------------------------------------- | --------------------------------------------- | ---- | ------------- | ------------- | ------ | ------ | ------- |
|         | Міністерство внутрішніх справ                           | Сулейман Сойлу (Suleyman Soylu)               |      |               |               |        |        |         |
|         | Міністерство екології та урбанізації                    | Мехмет Ожашекі (Mehmet Ozhaseki)              |      |               |               |        |        |         |
|         | Міністерство економіки                                  | Ніхат Зейбекчі (Nihat Zeybekci)               |      |               |               |        |        |         |
|         | Міністерство енергетики і природних ресурсів            | Берат Албайрак (Berat Albayrak)               |      |               |               |        |        |         |
|         | Міністерство закордонних справ                          | Мевлют Чавушоглу (Mevlut Cavusoglu)           |      |               |               |        |        |         |
|         | Міністерство культури і туризму                         | Набі Авджи (Nabi Avci)                        |      |               |               |        |        |         |
|         | Міністерство лісового і водного господарства            | Вейсел Ероглу (Veysel Eroglu)                 |      |               |               |        |        |         |
|         | Міністерство мита й торгівлі                            | Бюлент Туфенкчі (Bulent Tufenkci)             |      |               |               |        |        |         |
|         | Міністерство молоді та спорту                           | Акіф Чагатай Килич (Akif Cagatay Kilic)       |      |               |               |        |        |         |
|         | Міністерство науки, промисловості та технології         | Фарук Озлю (Faruk Ozlu)                       |      |               |               |        |        |         |
|         | Міністерство оборони                                    | Фікрі Ішик (Fikri Isik)                       |      |               |               |        |        |         |
|         | Міністерство освіти                                     | Ісмет Йилмаз (Ismet Yilmaz)                   |      |               |               |        |        |         |
|         | Міністерство охорони здоров'я                           | Реджеп Акдаг (Recep Akdag)                    |      |               |               |        |        |         |
|         | Міністерство праці та соціального забезпечення          | Мехмет Мюеззіноглу (Mehmet Muezzinoglu)       |      |               |               |        |        |         |
|         | Міністерство продовольства, агрокультури і тваринництва | Фарук Челік (Faruk Celik)                     |      |               |               |        |        |         |
|         | Міністерство розвитку                                   | Лютфі Ельван (Lutfi Elvan)                    |      |               |               |        |        |         |
|         | Міністерство сім'ї та соціальної політики               | Фатма Бетюл Саян Кая (Fatma Betul Sayan Kaya) |      |               |               |        |        |         |
|         | Міністерство транспорту, морських справ і зв'язку       | Ахмет Арслан (Ahmet Arslan)                   |      |               |               |        |        |         |
|         | Міністерство у справах Європейського Союзу              | Омер Челік (Omer Celik)                       |      |               |               |        |        |         |
|         | Міністерство фінансів                                   | Наджи Агбал (Naci Agbal)                      |      |               |               |        |        |         |
|         | Міністерство юстиції                                    | Бекір Боздаг (Bekir Bozdag)                   |      |               |               |        |        |         |